# 덕소중학교
덕소중학교(德沼中學校)는 대한민국 경기도 남양주시 와부읍 도곡리에 위치한 공립 중학교이다.

## 학교 연혁
- 1970년 2월 9일 : 덕소중학교 12학급 설립 인가
- 1972년 3월 1일 : 초대 양광성 교장 취임
- 1972년 11월 7일 : 현 위치로 이전
- 1975년 2월 20일 : 제1회 188명 졸업
- 2011년 3월 1일 : 일반 학급 28학급, 특수 학급 1학급 인가
- 2021년 3월 1일 : 제18대 정명진 교장 취임
- 2024년 1월 5일 : 제50회 192명 졸업(누계 16,469명)
- 2024년 3월 4일 : 제53회 입학(신입생 161명 입학)

## 참고 자료
- 덕소중학교 - 한국교육학술정보원 학교알리미